# Andrea Krumschnabel
Andrea Ingeborg Krumschnabel (* 28. September 1965 in Graz) ist eine österreichische Politikerin (ehemals family und Vorwärts Tirol) und Unternehmerin. Sie war von 2013 bis 2018 Abgeordnete zum Tiroler Landtag.

## Ausbildung und Beruf
Krumschnabel besuchte zwischen 1972 und 1976 die Volksschule in Graz-Andritz und kam 1976 an das Seebacher Bundesrealgymnasium Graz, in dem sie ihre Schulausbildung bis 1978 fortsetzte. 1978 wechselte sie an die Hauptschule der Schulschwestern Graz, bevor sie ab 1980 die Bundesbildungsanstalt für Kindergartenpädagogik in Graz besuchte. Sie arbeitete in der Folge zwischen 1989 und 2007 als Kindergartenpädagogin und hatte zudem von 1997 bis 2013 die Lehrgangsleitung von „Life and Business“ inne. Sie war zudem von 2000 bis 2013 selbstständige Mediatorin und im selben Zeitraum als selbständige Erziehungsberaterin aktiv. Des Weiteren übernahm sie von 2003 bis 2013 die Lehrgangsleitung „Mediation West“, war von 2007 bis 2013 systemischer Coach und von 2010 bis 2013 Inhaberin einer Werbeagentur. Krumschnabel ist Gründerin und Leiterin des Schubi-Du, Eltern-Kind-Zentrum Kufstein, der größten privaten Kinderbetreuungseinrichtung Tirols.

## Politik und Funktionen
Krumschnabel kandidierte bei der Landtagswahl 2013 auf dem vierten Platz der Landesliste von Vorwärts Tirol und wurde in der Folge am 24. Mai 2013 als Landtagsabgeordnete angelobt. Sie war Obmann-Stellvertreterin im Finanzkontrollausschuss, Mitglied im Immunitäts- und Unvereinbarkeitsausschuss sowie Mitglied im Ausschuss für Arbeit, Soziales und Gesundheit. Anfang Juli 2014 hatte die Oppositionspartei vorwärts Tirol die Landtagsabgeordnete Andrea Krumschnabel aus dem Landtagsklub und der Partei ausgeschlossen.
Zur Kandidatur zur Landtagswahl 2018 gründete Krumschnabel die Partei „family. Die Tiroler Familienpartei“, die landesweit antrat. Zur Landtagswahl 2022 trat die Partei nicht mehr an. Stand November 2024 wurde die Website seit der Wahl 2018 nicht mehr aktualisiert. 2022 kandidierte sie auf der kommunalen Liste "Die Parteifreien" ihres Ehemanns bei der Kommunalwahl in Kufstein.

## Privates
Krumschnabel ist mit dem Kufsteiner Bürgermeister Martin Krumschnabel verheiratet und Mutter von drei leiblichen Kindern und einem Pflegekind afrikanischer Wurzeln. Sie lebt seit 1992 in Kufstein.